# Blodkropp

Diagram som visar utvecklingen av olika blodkroppar från hematopoetiska stamceller till mogna celler.

En blodkropp även kallad en hematopoietisk cell, hemocyt eller hematocyt, är en cell som produceras genom hematopoes och huvudsakligen finns i blodet. Huvudtyperna av blodkroppar är röda blodkroppar (erytrocyter), vita blodkroppar (leukocyter) och blodplättar (trombocyter). Tillsammans utgör dessa tre typer av blodkroppar upp till 45 procent av blodvävnaden i volym; återstående 55 procent består av plasma, den flytande komponenten i blod.

## Funktioner
Blodkropparna har olika funktioner. Dessa framgår av nedanstående listning, som även ger huvudgrupperingarna:
- Trombocyter – blodplättar, viktiga för blodlevringen
- Röda blodkroppar – erytrocyter, sköter syretransporten
- Vita blodkroppar – leukocyter, är en betydelsefull del av immunförsvaret
  - Monocyter, förstadiet till makrofager
  - Lymfocyter
    - B-celler
    - T-celler

  - Granulocyter
    - Neutrofila granulocyter
    - Basofila granulocyter
    - Eosinofila granulocyter

## Huvudtyper

### Röda blodkroppar

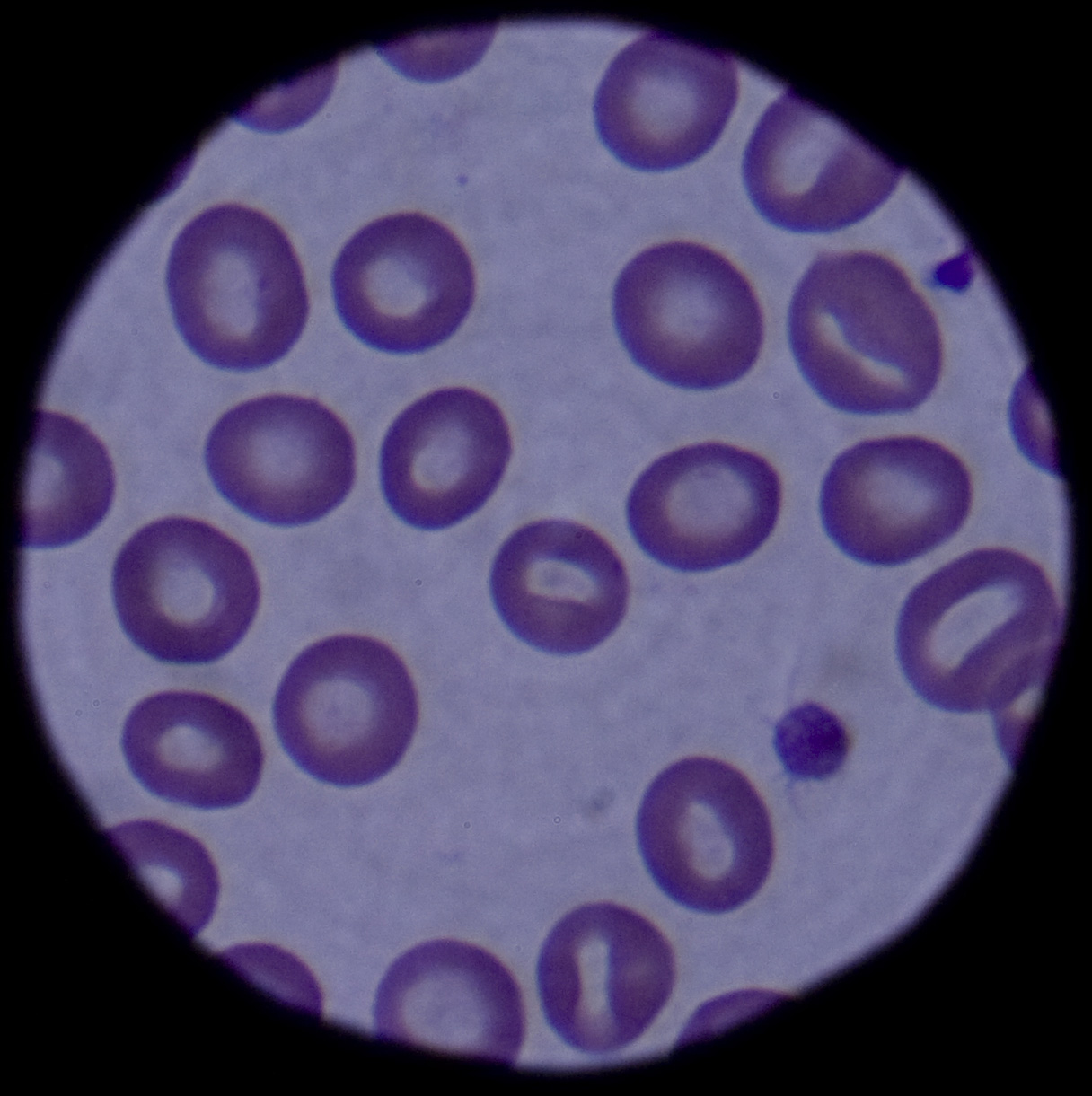
Röda och vita mänskliga blodkroppar sedda under ett mikroskop med en blå glidfläck.

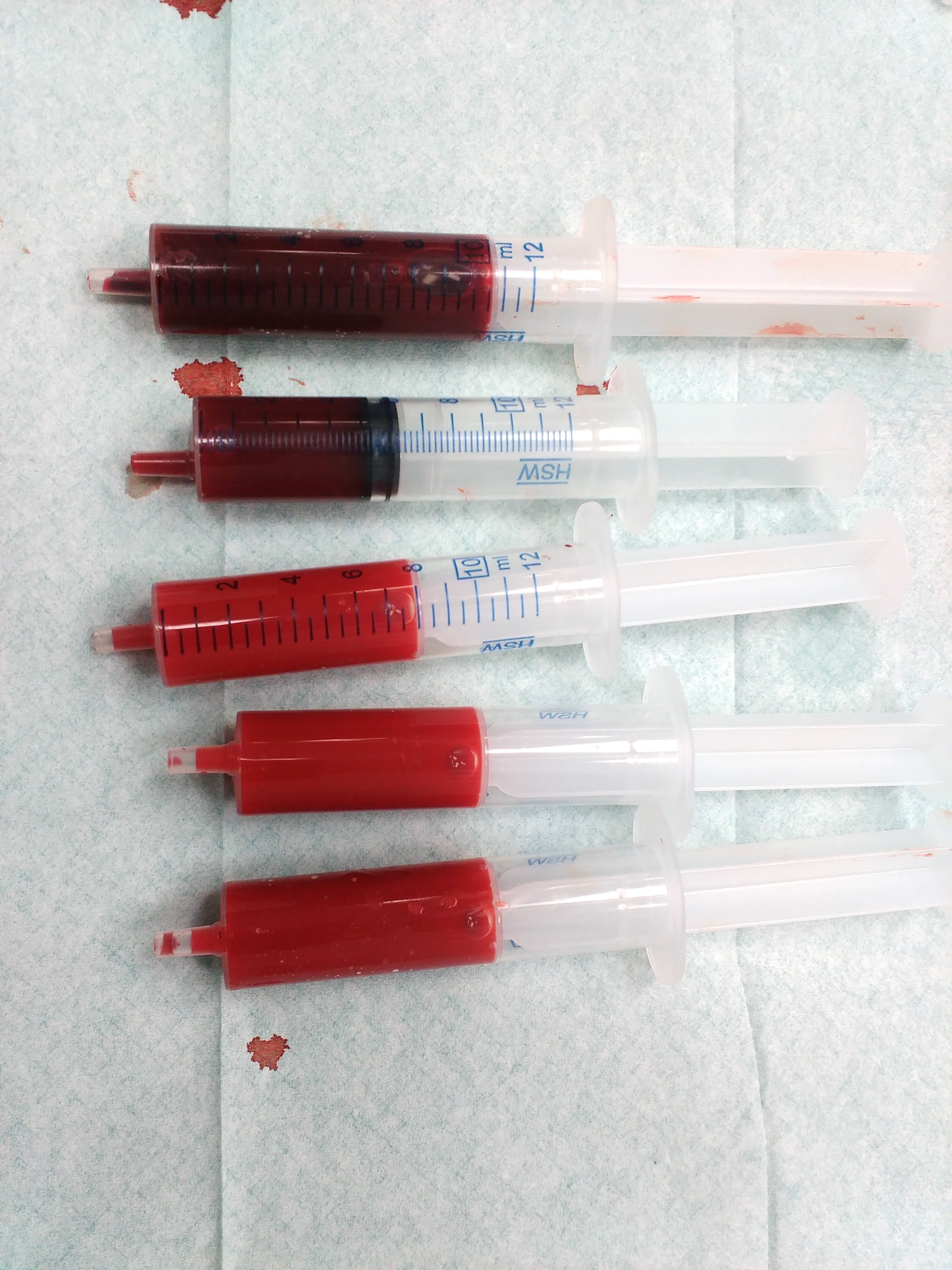
De mörkare röda blodsprutorna har syrefattigt blod, medan de ljusare röda har syrerikt blod.

Röda blodkroppar (erytrocyter) transporterar främst syre och samlar koldioxid genom användning av hemoglobin. Hemoglobin är ett järnhaltigt protein som ger röda blodkroppar deras färg, och de underlättar transporten av syre från lungorna till vävnader och koldioxid från vävnader till lungorna som ska andas ut. Röda blodkroppar är den vanligaste cellen i blodet och står för cirka 40-45 procent av dess volym. Röda blodkroppar är cirkulära, bikonkava, skivformade och deformerbara, så att de kan pressa sig genom smala kapillärer. Röda blodkroppar är mycket mindre än de flesta andra mänskliga celler.
Röda blodkroppar bildas i den röda benmärgen från hematopoetiska stamceller, i en process som kallas erytropoes. Hos vuxna produceras cirka 2,4 miljoner varje sekund. Det normala antalet är 4,5 till 5 miljoner per kubikmillimeter. De har en livslängd på cirka 100–120 dygn. Efter att de avslutat sin livslängd avlägsnas de ur blodomloppet av mjälten.
Mogna röda blodkroppar är unika bland celler i människokroppen, genom att de saknar en cellkärna (även om erytroblaster har en kärna). Tillståndet med för få röda blodkroppar är känt som anemi, medan att många röda blodkroppar benämns polycytemi.
Erytrocytsedimenteringshastighet (ESR) är den hastighet med vilken röda blodkroppar sjunker till botten (när de placeras i en vertikal kolonn efter tillsats av ett antikoagulant). Normala värden för ESR är:
- 3 till 5 mm per timme hos män.
- 4 till 7 mm per timme hos kvinnor.

### Vita blodkroppar

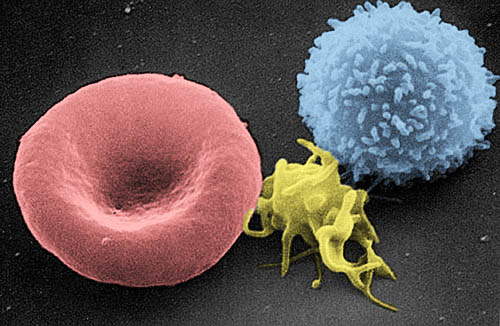
Artificiellt färgad elektronmikrograf av blodkroppar. Från vänster till höger: erytrocyt, trombocyt, leukocyt.

Vita blodkroppar (leukocyter), är celler i immunsystemet som är inblandade i kroppens försvar mot både infektionssjukdomar och främmande materia. De produceras och härrör från multipotenta celler i benmärgen som kallas hematopoetiska stamceller. Leukocyter finns i hela kroppen, inklusive i blod och lymfsystem. Det finns en mängd olika typer av vita blodkroppar som tjänar specifika roller i det mänskliga immunsystemet. Totalt utgör de cirka 1 procent av blodvolymen.
Vita blodkroppar är uppdelade i granulocyter och agranulocyter, kännetecknade av närvaron eller frånvaron av granuler i cytoplasman. Granulocyter omfattar basofiler, eosinofiler, neutrofiler och mastceller. Agranulocyter innefattar lymfocyter och monocyter.
Tillståndet att ha för få vita blodkroppar benämns leukopeni, medan att ha för många kallas leukocytos. Det finns individuella termer för brist eller överflöd på specifika typer av vita blodkroppar. Antalet vita blodkroppar i omlopp ökar vanligtvis i samband med infektion. Många hematologiska cancerformer är baserade på olämplig produktion av vita blodkroppar. 

### Blodplättar
Blodplättar (trombocyter) är mycket små, oregelbundet formade klara cellfragment, 2-3 μm i diameter. De härrör från fragmentering av megakaryocyter. Den genomsnittliga livslängden för en trombocyt är normalt bara 5 till 9 dygn. Blodplättar är en naturlig källa till tillväxtfaktorer. De cirkulerar i blod hos däggdjur och är inblandade i hemostas, vilket leder till bildandet av blodproppar. Blodplättar släpper ut trådliknande fibrer för att bilda dessa blodproppar.
Det normala intervallet (baserat på 99 procent av befolkningen) för blodplättar är 150 000 till 450 000 per kubikmillimeter. Om antalet blodplättar är för lågt kan överdriven blödning uppstå. Men om antalet blodplättar är för högt kan blodproppar bilda trombos, vilket kan hindra blodkärlen och resultera i sådant som stroke, hjärtinfarkt, lungemboli eller blockering av blodkärl till andra delar av kroppen – inklusive i armar och ben. En abnormitet eller sjukdom hos blodplättarna kallas en trombocytopati, och det kan här antingen handla om ett lågt antal blodplättar (trombocytopeni), en minskning av blodplättarnas funktion (trombosteni) eller en ökning av antalet blodplättar (trombocytos). Det finns störningar som minskar antalet blodplättar, såsom heparininducerad trombocytopeni (HIT) eller trombotisk trombocytopen purpura (TTP), vilker vanligtvis orsakar tromboser eller blodproppar istället för blödning.
Blodplättar frigör en mängd tillväxtfaktorer, inklusive trombocythärledd tillväxtfaktor (PDGF) – ett potent kemotaktiskt medel och TGF beta. Detta stimulerar avsättningen av extracellulär matris. Båda dessa tillväxtfaktorer har visat sig spela en viktig roll i reparation och återskapande av bindväv. Andra läkande relaterade tillväxtfaktorer som produceras av blodplättar är bland annat grundläggande fibroblasttillväxtfaktor (bFGF), insulinliknande tillväxtfaktor 1 (IGF-1), trombocythärledd epidermal tillväxtfaktor och vaskulär endoteltillväxtfaktor (VEGF). Lokal tillämpning av dessa faktorer i ökade koncentrationer genom trombocytrik plasma (PRP) har i flera årtionden använts som ett komplement till sårläkningr.

## Historik
År 1658 var den nederländske naturforskaren Jan Swammerdam den förste som observerade röda blodkroppar under ett mikroskop. 1695 var mikroskopisten Antonie van Leeuwenhoek – även han från Nederländerna – den förste att rita en illustration av dessa "röda blodkroppar".
Inga ytterligare blodkroppar upptäcktes förrän 1842, då den franske läkaren Alfred Donné upptäckte blodplättar. Året därpå observerades leukocyter för första gången, både av den franske medicinprofessorn Gabriel Andral och den brittiske läkaren William Addison. Båda männen trodde att både röda och vita blodkroppar förändrades vid sjukdom. Med dessa upptäckter etablerades hematologi, ett nytt område inom medicinen.
Även om medel för färgning av vävnader och celler fanns tillgängliga, gjordes nästan inga ytterligare framsteg i kunskapen om blodcellernas morfologi fram till 1879. Detta år publicerade Paul Ehrlich sin teknik för färgning av blodfilmer och sin metod för differentiell blodcellsräkning.